# Jan Nigges

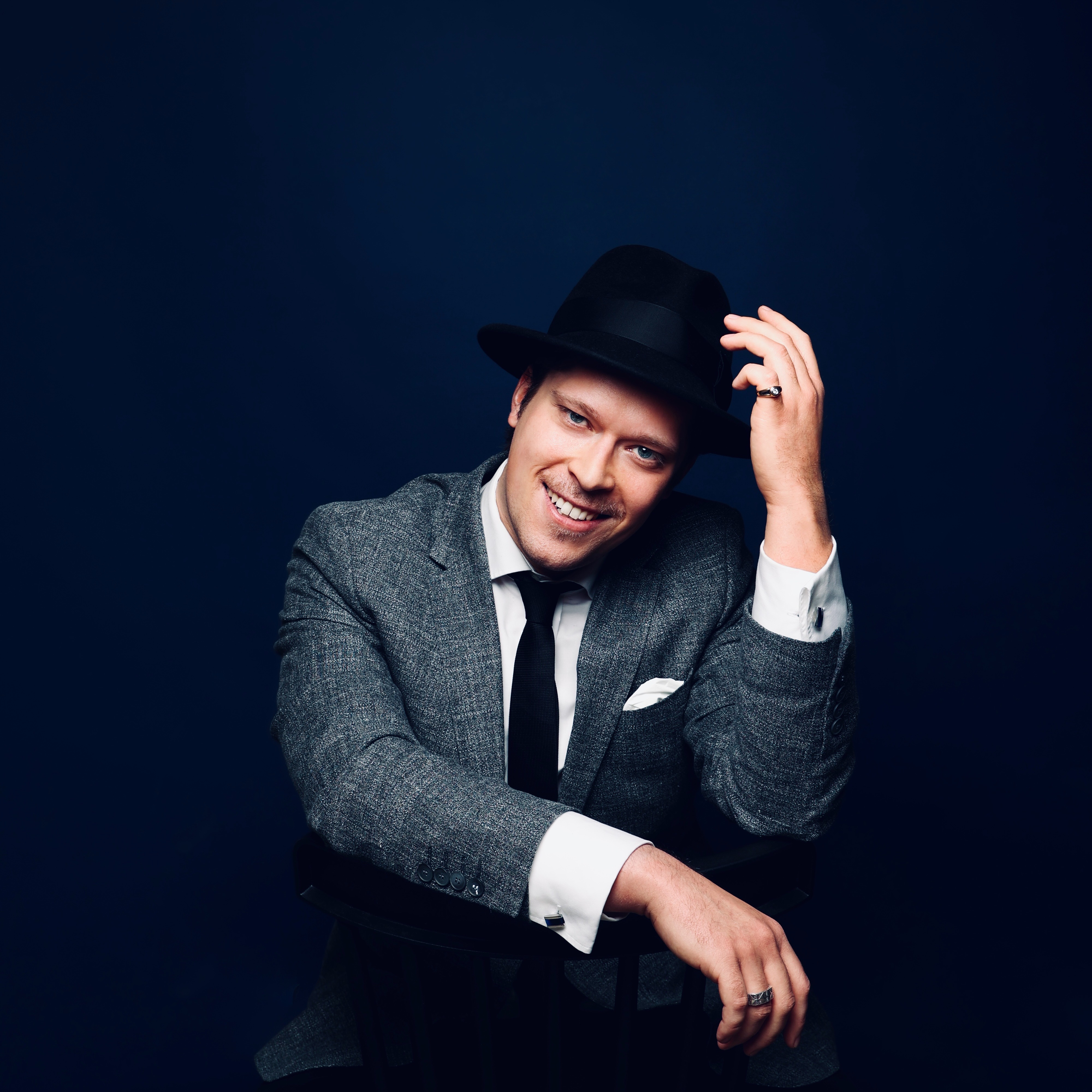
Jan Nigges (2022)

Jan Nigges (* 2. August 1994 in Koblenz) ist ein deutscher Musiker (Blockflöte, andere Instrumente), der genreübergreifend arbeitet. Nigges ist deutsch-französischer Abstammung.

## Werdegang
Nigges hatte bereits im Alter von 14 Jahren professionelle Auftritte als Bühnenmusiker. Er ist Multiinstrumentalist und studierte Musik mit den Hauptfächern Blockflöte, Barockoboe und Traversflöte an der Hochschule für Musik und Darstellende Kunst Frankfurt am Main. Er begann dort im Alter von 14 Jahren mit dem Jungstudium und schloss ebendort sein Studium ab. Zu seinen wichtigsten Lehrern im Bereich der Alten Musik gehörten Michael Schneider, Karsten Erik Ose und Karl Kaiser.
Als Solist und Kammermusiker gastierte Nigges regelmäßig bei Musik-Festivals wie dem Opus Amadeus Oda Müziği Festivali in Istanbul, dem Riga Early Music Centre in Lettland, dem Festival d’Ambronay in Frankreich, dem Centro Musica Antica in Italien, dem Narodowe Forum Muzyki (NFM) in Polen, der Stiftung Mozarteum in Österreich, dem Südtirol Festival Meran, dem Vesperali Festival Lugano im Tessin und dem MA Festival Brügge in Belgien, dem Rheingau Musik Festival, den Thüringer Bachwochen, dem Mozartfest Würzburg, den Festspiele Mecklenburg-Vorpommern, den Neuburger Barockkonzerten, den Weilburger Schlosskonzerten und den Händel-Festspiele Göttingen.
2016 erschien eine CD-Produktion mit Nigges, in der er die Brandenburgische Konzerte von Johann Sebastian Bach mit dem Neumeyer Consort einspielte. 2018 erschien das Album „Caught in Italian Virtuosity“ mit dem Quartett 4 Times Baroque beim Label Deutsche Harmonia Mundi. Das Album wurde mit dem Opus Klassik in der Kategorie „Nachwuchskünstler des Jahres 2018“ live im ZDF mit dem Moderator Thomas Gottschalk ausgezeichnet (das Quartett löste sich 2020 auf).
Der SWR nannte Nigges 2019 „Shootingstar auf seinem Instrument“. 2020 veröffentlichte er mit der Sopranistin Sibylla Elsing das Album „Flaute e Voce“, das u. a. drei Mal für den Opus Klassik Preis nominiert wurde. Seit 2018 war er u. a. Gast in Fernsehformaten von ZDF, ARTE, 3sat und dem Sender Türkiye Radyo ve Televizyon Kurumu in der Türkei. Er ist ebenfalls mit Radiobeiträgen beim SWR und HR zu hören.
2022 trat er in seinem Crossover-Projekt „Baroque My Way“ als Jazzsänger und Jazzblockflötist zusammen mit seinem Ensemble Baroque Avenue und Jazzgrößen wie Christoph Spendel und Thomas Heidepriem auf.
Seit 2013 initiierte Nigges verschiedene Masterclasses für Alte und Klassische Musik an internationalen Musikinstituten. 2015 gründete er das Vox Orchester, mit dem er mehrere Alben und Fernsehmittschnitte u. a. mit dem Tenor Christoph Prégardien in Zusammenarbeit mit dem Radiotelevisione Svizzera produzierte und ebenfalls in Doppelfunktion als Solist fungierte.

## Diskografie
- 2016 –  J. S. Bach, Brandenburgische Konzerte, Neumeyer Consort, Label: Christophorus Records
- 2018 – Caught in Italian Virtuosity, 4 Times Baroque, Label: Deutsche Harmonia Mundi, Sony Music Entertainment
- 2018 – Best of Klassik 2018, Label: Sony Music Entertainment
- 2018 – Bach Telemann Cantatas for Baritone, Vox Orchester, Label: Deutsche Harmonia Mundi, Sony Music Entertainment
- 2019 – Purcell Locke Orchestral Works, Vox Orchester, Label: Deutsche Harmonia Mundi, Sony Music Entertainment
- 2020 – Flauto e Voce, Baroque Avenue, Label: Deutsche Harmonia Mundi, Sony Music Entertainment

## Auszeichnungen
- 2009 – 1. Bunderpreis „Jugend musiziert“
- 2013 – Publikumspreis Biagio-Marini Wettbewerb
- 2017 – Preis der Polytechnischen Gesellschaft Frankfurt am Main
- 2018 – Moderationspreis FAM Frankfurt am Main
- 2018 – Opus Klassik „Nachwuchskünstler des Jahres“
- bis 2018 – Stipendiat der „Yehudi Menuhin live music now“ Frankfurt am Main